# Golconda (Bild)
Golconda (französisch Golconde) ist der Titel eines Gemäldes, das vom belgischen  Surrealisten René Magritte im Jahr 1953 geschaffen wurde. Das mit Öl auf Leinwand gemalte Bild hat die Maße 80 × 100 cm und befindet sich heute in der Menil Collection in Houston, Texas, USA. Es gilt als eines der bedeutendsten Gemälde des Surrealismus.

## Bildbeschreibung
Im Hintergrund des Bildes ist eine für das wallonische Belgien typische Häuserfassade mit roten Dächern und hellen Gebäuden abgebildet. Über das gesamte Bild verteilt scheinen Männer, nach hinten immer kleiner werdend, wie Regentropfen vom himmelblauen, wolkenlosen Nachmittagshimmel zu fallen. Oder sie steigen zum Himmel empor wie Heißluftballons. Alle tragen dieselbe dunkle Kleidung: Schwarze Mäntel, schwarze Melonen, schwarze Hosen, weiße Hemden, Krawatten, schwarze Aktentaschen und dunkle Schuhe. Dennoch unterscheiden sie sich: Ihr Blick richtet sich in verschiedene Richtungen, und auch die Körperhaltung wird unterschiedlich dargestellt. Magritte verarbeitete in seinem Werk Erinnerungen und Szenen aus seinem Leben: Melonenhut und einen schwarzen Anzug trug Magritte oft selbst. Seine Mutter war Modistin, möglicherweise kam daher seine Vorliebe für die Melone.

## Namensgebung
Wie schon oft gab Magrittes Freund Louis Scutenaire diesem Bild einen Namen. Golconda ist eine alte Ruinenstadt, elf Kilometer westlich von Hyderabad, einer Stadt in Indien, gelegen. Der Mann am Schornstein rechts in der Bildmitte trägt dessen Gesichtszüge.